# 小行星23279
小行星23279（23279 Chenhungjen）是一颗绕太阳运转的小行星，为主小行星带小行星。该小行星于2000年12月20日发现。

## 轨道参数
小行星23279的轨道半长轴为339 577 354 km，2.2699021 UA，离心率为0.167。